# Лужнице
Лежнице или Лайнзиц (на чешки: Lužnice; на немски: Lainsitz) е река в Австрия (провинция Горна Австрия) и Чехия (Южночешки край), десен приток на Вълтава (ляв приток на Лаба). Дължина 208 km, площ на водосборния басейн 4235 km².

## Географска характеристика
Река Лужница води началото си под името Лайнзиц, на 984 m н.в., от източния склон на Новоградска планина, на 7 km югозападно от австрийския град Гроспертхолц. След като тече около 30 km в Австрия, няколко пъти влиза и излиза от австрийска и чешка територия, след което северно от град Чешке Веленице окончателно преминава в Чехия и вече под името Лужнице тече на север през западната периферия на Чешко-Моравските възвишения. При град Табор рязко завива на югозапад, пресича северната част на Будейовицката равнина в широка и плитка долина и северно от град Тин над Вълтава, се влива отдясно в река Вълтава, на 356 m н.в.
Водосборният басейн на Лужнице обхваща площ от 4235 km², което представлява 15,08% от водосборния басейн на Вълтава. Речната ѝ мрежа е едностранно развита с повече и по-дълги десни и почти отсъстващи леви притоци. На запад, север и североизток водосборният басейн на Лужнице граничи с водосборните басейни на реките Малше, Сазава и други по-малки, десни притоци Вълтава, а на изток, югоизток и юг – с водосборния басейн на река Дунав (от басейна на Черно море). Основни притоци (десни): Драчице (49 km, 154 km²), Незарка (56 km, 1000 km²), Смутна (48 km, 247 km²).
Лужнице има смесено снежно-дъждовно подхранване с повишено пролетно пълноводие в резултат от снеготопенето и слабо изразено лятно маловодие, по време на което характерно явление са епизодичните прииждания на реката в резултат от поройни дъждове във водосборния ѝ басейн. Среден годишен отток в долното течение 24,3 m³/sec.

## Стопанско значение, селища
В горното си течение реката е популярна дестинация за воден туризъм (рафтинг). По-големите селища по долината ѝ са: Гроспертхолц, Вайтра и Гмюнд в Австрия; Чешке Веленице, Сухдол над Лужнице, Весели над Лужнице, Собеслав, Плана над Лужнице, Сеземово Усти, Табор и Бехине в Чехия.